# Barania Kotlina

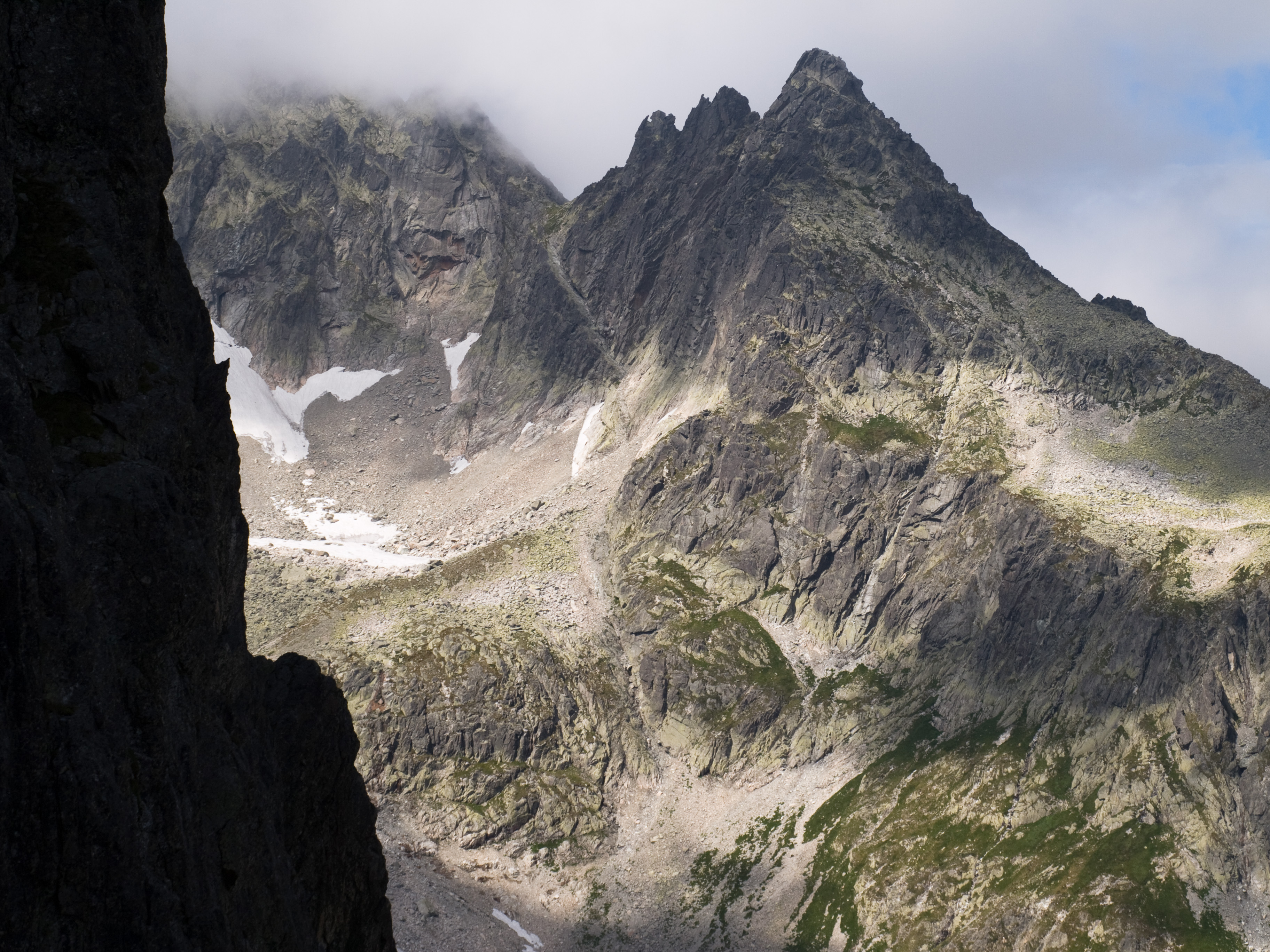
Od lewej: Przełęcz Stolarczyka, Papirusowe Turnie, Czarny Szczyt. Barania Kotlina widoczna u ich podnóży.

Barania Kotlina (słow. Barania kotlina) – górne piętro Doliny Dzikiej w słowackich Tatrach Wysokich, położone na wysokości od ok. 2150 m do 2250 n.p.m. Leży u stóp wschodniej ściany Baranich Rogów, południowych urwisk Papirusowych Turni, a także w sąsiedztwie południowych ścian Czarnego Szczytu. Od niższych partii Doliny Dzikiej Barania Kotlina odcięta jest Wyżnimi Dzikimi Spadami (skalistym wałem pokrytym rumowiskiem). Od wschodu Barania Kotlina graniczy z innym górnym piętrem Doliny Zielonej Kieżmarskiej, Miedzianą Kotliną. Kotliny oddziela od siebie północno-wschodni filar Małego Durnego Szczytu. Od południa nad kotliną góruje południowo-wschodnia grań Wyżniego Baraniego Zwornika, oddzielająca ją od Baraniego Ogrodu w Dolinie Pięciu Stawów Spiskich.
Barania Kotlina jest niedostępna dla turystów. Przebiega przez nią jedynie nieznakowana ścieżka ze schroniska nad Zielonym Stawem na Baranią Przełęcz.